# Такушево
Таку́шево — село в Теньгушевском районе Республики Мордовия, расположенное в 17 километрах от районного центра (село Теньгушево).
Является административным центром Такушевского сельского поселения, в состав которого входит также село Веденяпино и посёлок Завод.
Название села происходит от имени Тугуш, встречавшегося как у мордвы, так и у татар.
В селе имеются школа, библиотека, дом культуры, отделение связи, церковь.
Имеющаяся участковая больница была закрыта в 2017 году и в данный момент не функционирует.
Население 440 чел. (2010), в основном русские.
Мужчин - 205 чел., женщины - 235 чел. (2010).
Расположено в 17 км от районного центра и 89 км от железнодорожной станции Потьма. Название-антропоним: от имени Тугуш, встречавшегося у мордвы и татар. По сведениям «Дозорной книги Ивана Усова и Ильи Дубровского» (1614), в Такушево  (Тукушево) было 3 двора служилых мурз: Кудайбахты Соколова, Мамкея Токтамышева и Баиша Байтерякова. С 18 в. Такушево — волостной центр Темниковского уезда. В 1779 г. в деревне проживали 215 чел.; в 1797 г. была открыта почтовая станция, в 1843 г. — государственная школа для мальчиков (учитель И. А. Новочадов), преобразованная в училище (до 1877 г.). По «Списку населённых мест Тамбовской губернии» (1866), Такушево — деревня казённая из 164 дворов (1 183 чел.); имелась мельница. По подворной переписи 1882 г., многие жители занимались (по найму) лесорубным промыслом и доставкой строевого леса на пристани Мокши, изготовляли сани, тележные колёса, бочки; работали на местной фаянсовой фабрике Енгалычевых. В селе была земская станция, в 1903 г. была открыта церковно-приходская школа. В 1930 г. в Такушеве насчитывалось 392 двора (2 056 чел.), был организован колхоз им. Молотова, с 1950 г. — им. Жданова, с 1963 г. — «Такушевский», с 1966 г. — «50 лет Октября», с 1992 г. — СХП «Такушевское», с 1999 г. — К(Ф)Х В. М. Махрова. В современном селе — средняя школа, библиотека, Дом культуры, участковая больница (закрыта с 2017 года), аптека, отделение связи, сберкасса, магазин; памятник-обелиск воинам, погибшим в годы Великой Отечественной войны; Покровская церковь. Такушево — родина заслуженного работника сельского хозяйства Республики Мордовия А. Н. Федонина. В селе начинал трудовую деятельность врач В. С. Поросёнков, работала заслуженный учитель школы МАССР В. А. Лебедева. В Такушевскую сельскую администрацию входят с. Веденяпино (205 чел.), пос. Завод (3 чел.).